# 南通地震台
南通地震台是国家基本测震台站，座落于中國江蘇南通市狼山风景区剑山北簏，建于1972年，1973年1月開始觀測。占地约8亩。

## 基本情况
南通地震台拥有测震、地磁、钻孔应变和短水准测量等4种观测手段，除短水准测量外，其余观测手段基本上实现数字化。